# Чоп суэй (картина Хоппера)
«Чоп суэй» (англ. Chop Suey — китайское рагу) — картина американского художника-реалиста Эдварда Хоппера, написанная в 1929 году. На ней изображены две беседующие в ресторане девушки. В ноябре 2018 года была продана за рекордную для картин Хоппера цену — $91,9 млн.

## Описание
На картине изображены две девушки, сидящие за столом в ресторане. На заднем плане виднеется ещё одна пара. Единственными прорисованными деталями картины являются лицо девушки, висящее рядом с ней пальто, спина её спутницы, черты пары на заднем плане, чайник на столе, нижняя панель в маске на нижней панели и вывеска ресторана снаружи. Это все особенности, которые привносят чувствительный элемент (помимо зрения) в окрашенную память. Гудящий шум внешнего света, голоса людей на заднем плане, фактура шерсти, вкус чая, запах дыма от сигареты, которую держит мужчина, и запутанный свет из маскированного окна.

## Контекст
Произведения Хоппера известны своими реалистичными сценами, которые затрагивают тему одиночества и отрешенности, а но в них, часто, опущен повествовательный контекст. Сам художник описывал своё искусство как «запись [своих] самых сокровенных впечатлений от природы», то есть он связывал процесс рисования с процессом памяти. Эта идея может быть далее описана по-другому, например, когда рисуете что-то по памяти, некоторые детали могут быть запомнены, но все, что находится вне основного внимания, является пустым фоном. Чоп Суэй отражает эту концепцию памяти, заставляя зрителя сосредоточиться на определённых элементах картины, в то же время показывая тему отрешенности.
В переводе с кантонского диалекта tsap sui, означает «шансы и пределы». К середине 1920-х годов рестораны Сhop suey стали популярны среди рабочего класса. Картины Хоппера часто были результатом сочетания его прошлого опыта, и считается, что Чоп Суэй была частично вдохновлена двумя ресторанами, которые художник посетил в 1920-х годах.

## Интерпретация
По словам искусствоведа Дэвида Анфама, одна «поразительная деталь Чоп Суэй в том, что женский персонаж стоит перед своим доппельгангером». Другие критики отмечали, что это довольно обычно, что у девушек одинаковые шляпки, и что опрометчиво говорить о двойниках, когда лицо одного субъекта не видно зрителю. Картина не имеет единого центрального компонента, а изображает интерьер кафе в целом. Как и во многих работах Хоппера, картина привлекает прежде всего эффектами света и тени.
Рольф Реннер, биограф Хоппера, утверждал, что «… часть того, что символизируют картины [Хоппера] — это смерть или упадок, которые несут в себе все картины в каком-то смысле, поскольку они разрушают непосредственность восприятия посредством преобразования в картинку».
Хотя на картине изображено общественное место, чувство одиночества превалирует. Так, девушка в зелёном, смотрящая на зрителя, сидит со своей спутницей, но, кажется, не взаимодействует с ней. Как и в паре на заднем плане, где мужчина выглядит отстранённым от женщины, сидящей напротив него. Каждая человеческая фигура изолирована и отделена от других и замкнута в себе. Это показано с помощью скрытых или замутнённых лиц, что лишает фигуры человечности. Это также относится и к девушке в зелёном, как самой детализированной фигуре, несмотря на то, что можно получить полное представление о её лице, но из-за плотного макияжа — возникает отчужденность.
Алебастровая кожа с жирным румянцем и нарисованными губами оставляет впечатление не женского, а кукольного лица. Обычно в контексте стиля той эпохи (конца 1920-х годов) это может восприниматься как модный и живой стиль: «плотно облегающие женские свитера, шляпы-клош и густо загримированные лица, которые в предыдущую считались сексуальными атрибутами, то сейчас стали мейнстримом». Но Хоппер отрицает, что, рисуя лицо девушки таким образом, лишил её человеческой сущности.
Композиция картины Чоп Суэй также заключает в себе концепцию памяти Хоппера, а не реализм. Баланс поддерживается в средней части рисунка, где присутствует больше деталей, а другие области отмечены лишь грубыми мазками кисти. Слабо детализированное пространство на заднем плане ещё больше усиливает центральную часть картины. Это пространство является простым, фоновым, не зафиксированным в памяти. «Вес» удерживается при помощи деталей, содержащихся между рисунками на столах, вплоть до деталей в дизайне вывески снаружи, висящей куртки и нижнего оконного покрытия.
Искусствовед Гейл Левин сделала предположение о местоположении изображённого на картине ресторана: «…обстановка напомнила недорогой китайский ресторан на втором этаже, который Хопперы часто посещали в Коламбус-Серкл». Это может объяснить основной акцент на женщину (возможно, это Джо, жена художника) и тусклость окружения. Если бы это было место, которое часто посещал Эдвард Хоппер, то не было бы причин концентрироваться на окружающей обстановке, а скорее на сиюминутном моменте.

## История владения
Коллекционер Барни Эбсворт владел картиной и обещал её передать в дар Художественному музею Сиэтла. Однако после его смерти право собственности перешло к его имению. В ноябре 2018 года картина была продана за $92 млн, что стало новым рекордом для работ Хоппера.